# Conferencia episcopal ortodoxa de Italia y Malta
La Asamblea de obispos ortodoxos canónicos de Italia y Malta (italiano: Conferenza episcopale ortodossa d'Italia e Malta, CEOIM) está formada por todos los obispos ortodoxos que sirven en Italia, Malta y San Marino, representando múltiples jurisdicciones. No es, propiamente hablando, un sínodo. Es una de varias asambleas de este tipo en todo el mundo que operan en la llamada «diáspora».

## Descripción general
La asamblea se organizó cuando los delegados de las 14 Iglesias ortodoxas autocéfalas se reunieron en Chambésy, Suiza, del 6 al 12 de junio de 2009. En aquel momento, la conferencia aprobó la creación de asambleas episcopales en 12 regiones de la llamada diáspora ortodoxa que se encuentran más allá de las fronteras de las iglesias autocéfalas. Dichas asambleas tendrían la autoridad de proponer futuras estructuras administrativas para la Iglesia en sus respectivas regiones.

## Jurisdicciones
Las jurisdicciones actuales presentes en este territorio incluyen las siguientes, ordenadas según díptico:
- Patriarcado ecuménico de Constantinopla
  - Sagrada Arquidiócesis ortodoxa de Italia y Exarcado del Sur de Europa
  - Iglesia Ortodoxa Ucraniana - Diócesis de Gran Bretaña y Europa occidental
- Patriarcado de Antioquía - Arquidiócesis de Francia, Europa occidental y meridional
- Patriarcado de Moscú
  - Parroquias del Patriarcado de Moscú en Italia
  - Arquidiócesis de las Iglesias ortodoxas rusas en Europa occidental (Decanato de Italia)
  - Diócesis ortodoxa rusa de Gran Bretaña y Europa occidental (ROCOR)
- Patriarcado de Serbia - Eparquía de Austria y Suiza (Vicariato de Italia)
- Patriarcado de Bulgaria - Eparquía de Europa central y occidental
- Patriarcado de Rumanía - Eparquía de Italia
- Patriarcado de Georgia - Eparquía de Europa occidental
- Iglesia ortodoxa macedonia - Diócesis de Europa